# Luis González Gallaguer
Luis Aquilino González Gallaguer (Hialeah, Florida, 14 de julio de 1980), llamado en Perú solamente Luis González y mayormente conocido en Estados Unidos como Luchi Gonzalez, es un exfutbolista y director técnico peruano que jugaba como delantero. Actualmente se encuentra sin club.
En el presente, es el único entrenador peruano que dirige en el extranjero y en un campeonato de primera división.

## Trayectoria

### Como jugador
González se desempeñó cuatro años jugando fútbol en la Southern Methodist University, surgiendo en el 2001, cuando ganó el trofeo Hermann como el mejor jugador de la universidad.
Tras graduarse, fue colocado en el sexto lugar general del SuperDraft de la MLS 2002 por los San José Earthquakes. González no logra marcar con los Earthquakes, sin embargo, a pesar de jugar sólo 47 minutos en su primera temporada, en el off-season fue adquirido por el Columbus Crew. González no logró hacerse de un lugar con los de Columbus, por lo que se fue a Suecia, donde firmó con el club de segunda división Bodens BK.
González logró 8 goles y 4 asistencias en su primera temporada en Europa. Junto con Leighton O `Brien, "Luchi" fue uno de los más respetados jugadores en la plantilla. Dejó Bodens a finales de octubre de 2003, regresando a Estados Unidos.
Luego González fue contratado por el club peruano Sporting Cristal, donde llegó para ser uno de los delanteros de reemplazo. A pesar de no haber desempeñado un papel destacado con el club, pudo jugar la Copa Libertadores y también obtuvo su nacionalidad peruana (la cual solo era necesaria tramitarla, puesto que su padre era peruano). Regresó a la MLS en el 2005, contratado por los Colorado Rapids. Tras la temporada 2006, González rescindió contrato con los Rapids, fichando por el Miami FC el 2007.
En marzo del 2009 anunció su retiro del fútbol profesional para dedicarse a la enseñanza de Álgebra en la Christopher Columbus High School de Miami, y a la dirección técnica en equipos de menores.

### Como entrenador
En octubre de 2015 fue contratado como director de las juveniles del FC Dallas Reserves. El 16 de diciembre de 2018, fue anunciado como el nuevo director técnico del FC Dallas de la Major League Soccer de Estados Unidos, dejando así al cuadro de reservas de la misma institución para dar el siguiente paso en lo que fue su primera experiencia como entrenado de un equipo adulto de primera división. En su primer año al mando en la liga 2019 terminaron séptimo puesto clasificando a los play-off y se quedaron en los cuartos de final de su conferencia, mientras que en la copa nacional se quedaron en cuartos de final. Para su segundo año en 2020 culminaron sextos y volvieron a calificar hacia los play-off llegando hasta las semifinales de su conferencia. Concerniente a su tercer año en 2021, los resultados no lo acompañaron y tras su derrota ante el Houston Dynamo en septiembre que lo dejaba en el antepenúltimo lugar, fue cesado del cargo. Durante su estadía en el elenco de Texas, dejó estadísticas de 30 victorias, 25 empates y 32 derrotas. 
A solo meses de su despido, el 5 de diciembre de 2021 fue presentado como el nuevo asistente técnico de Gregg Berhalter en la selección de Estados Unidos. En esta etapa, el combinado norteamericano tenía como reto terminar entre los cuatro primeros de sus eliminatorias para clasificar al mundial de Catar 2022, pues en el último proceso clasificatorio habían fallado. Para sus intereses, los estadounidenses ahora finalizaron en la tercera posición, clasificando directamente. Ya en el mundial, estuvieron en el grupo B con Inglaterra (0-0), Irán (1-0) y Gales (1-1), clasificando como segundos. En los octavos de final, cayeron 3-1 ante los Países Bajos, siendo eliminados y terminando en la decimocuarta posición.
Renunció a la selección de las barras y estrellas para dirigir nuevamente en la primera división estadounidense con el San Jose Earthquakes, oficialización que ya se había hecho el 17 de agosto de 2022.Durante su primer año en 2023, en los treintaidosavos de final de la copa nacional sorpresivamente 1-0 ante el Monterey Bay de la USL Championship (segunda división). Para lo que fue la liga, quedaron en el noveno puesto y si bien clasificaron a los play-off, cayeron por penales en los octavos de final de los mismos ante el Sporting Kansas City luego de haber empatado 0-0.El 24 de junio de 2024, fue despedido luego de una serie de malos resultados.

## Clubes

### Como futbolista
| Club                 | País           | Año       |
| -------------------- | -------------- | --------- |
| San José Earthquakes | Estados Unidos | 2002      |
| Bodens BK            | Suecia         | 2003      |
| Sporting Cristal     | Perú           | 2004      |
| Colorado Rapids      | Estados Unidos | 2005-2006 |
| Miami FC             | Estados Unidos | 2007      |
| Minnesota Thunder    | Estados Unidos | 2008-2009 |

### Como entrenador
| Club                 | País           | Año       |
| -------------------- | -------------- | --------- |
| FC Dallas            | Estados Unidos | 2018-2021 |
| San Jose Earthquakes | Estados Unidos | 2022-2024 |

## Estadísticas como entrenador
| Equipo                              | Div.                | Temporada           | Liga | Liga | Liga | Liga | Liga |    | Copa | Copa | Copa | Copa |   | Internacional | Internacional | Internacional | Internacional | Internacional |   | Otros | Otros | Otros | Otros |    | Totales     | Totales | Totales | Totales | Totales | Totales | Totales | Totales | Totales |
| Equipo                              | Div.                | Temporada           | PD   | G    | E    | P    | Pos. | PD | G    | E    | P    | PD   | G | E             | P             | Pos.          | PD            | G             | E | P     | PD    | G     | E     | P  | Rendimiento | GF      | GC      | Dif.    | Ptos.   |         |         |         |         |
| ----------------------------------- | ------------------- | ------------------- | ---- | ---- | ---- | ---- | ---- | -- | ---- | ---- | ---- | ---- | - | ------------- | ------------- | ------------- | ------------- | ------------- | - | ----- | ----- | ----- | ----- | -- | ----------- | ------- | ------- | ------- | ------- | ------- | ------- | ------- | ------- |
| FC Dallas Estados Unidos            | 1.ª                 | 2019                | 35   | 13   | 9    | 13   | 13.º | 2  | 1    | 0    | 1    | -    | - | -             | -             | -             | -             | -             | - | -     | 37    | 14    | 9     | 14 | 48.57%      | 62      | 52      | +10     | 51      |         |         |         |         |
| FC Dallas Estados Unidos            | 1.ª                 | 2020                | 22   | 9    | 7    | 6    | 10.º | -  | -    | -    | -    | -    | - | -             | -             | -             | 2             | 0             | 1 | 1     | 24    | 9     | 8     | 7  | 48.61%      | 29      | 26      | +3      | 35      |         |         |         |         |
| FC Dallas Estados Unidos            | 1.ª                 | 2021                | 26   | 6    | 9    | 11   | Inc. | -  | -    | -    | -    | -    | - | -             | -             | -             | -             | -             | - | -     | 26    | 6     | 9     | 11 | 34.62%      | 38      | 43      | -5      | 27      |         |         |         |         |
| FC Dallas Estados Unidos            | Total               | Total               | 83   | 28   | 25   | 30   | -    | 2  | 1    | 0    | 1    | -    | - | -             | -             | -             | 2             | 0             | 1 | 1     | 87    | 29    | 26    | 32 | 43.29%      | 129     | 121     | +8      | 113     |         |         |         |         |
| San Jose Earthquakes Estados Unidos | 1.ª                 | 2023                | 34   | 10   | 14   | 10   | 16.º | 1  | 0    | 0    | 1    | 2    | 0 | 0             | 2             | FG            | 1             | 0             | 1 | 0     | 38    | 10    | 15    | 13 | 39.48%      | 39      | 47      | -8      | 45      |         |         |         |         |
| San Jose Earthquakes Estados Unidos | 1.ª                 | 2024                | 19   | 3    | 2    | 14   | Inc. | 2  | 1    | 0    | 1    | -    | - | -             | -             | -             | -             | -             | - | -     | 21    | 4     | 2     | 14 | 22.22%      | 33      | 55      | -22     | 14      |         |         |         |         |
| San Jose Earthquakes Estados Unidos | Total               | Total               | 53   | 13   | 16   | 24   | -    | 3  | 1    | 0    | 2    | 2    | 0 | 0             | 2             | -             | 1             | 0             | 1 | 0     | 59    | 14    | 17    | 28 | 33.33%      | 72      | 102     | -30     | 59      |         |         |         |         |
| Total en su carrera                 | Total en su carrera | Total en su carrera | 136  | 41   | 41   | 54   | -    | 5  | 2    | 0    | 3    | 2    | 0 | 0             | 2             | -             | 3             | 0             | 2 | 1     | 146   | 43    | 43    | 60 | 39.27%      | 201     | 223     | -22     | 172     |         |         |         |         |
| 1. 2.                               |                     |                     |      |      |      |      |      |    |      |      |      |      |   |               |               |               |               |               |   |       |       |       |       |    |             |         |         |         |         |         |         |         |         |

### Resumen por competiciones
| Competición         | Partidos | Ganados | Empatados | Perdidos | Ganados % |
| ------------------- | -------- | ------- | --------- | -------- | --------- |
| Major League Soccer | 136      | 41      | 41        | 54       | 40.2%     |
| MLS Cup             | 3        | 0       | 2         | 1        | 22.22%    |
| US Open Cup         | 5        | 2       | 0         | 3        | 40%       |
| Leagues Cup         | 2        | 0       | 0         | 2        | 0%        |
| TOTAL               | 146      | 43      | 43        | 60       | 39.27%    |

## Palmarés

### Como futbolista
| Título          | Club             | País | Año  |
| --------------- | ---------------- | ---- | ---- |
| Torneo Clausura | Sporting Cristal | Perú | 2004 |